# Ruahei Demant
Ruahei Demant (Omaio, 21 aprile 1995) è una rugbista a 15 neozelandese, capitano della nazionale femminile, con la quale si è laureata campione del mondo nel 2022.
Milita nel ruolo di mediano d'apertura nelle Blues Women e, nel 2022, è stata eletta miglior giocatrice World Rugby dell'anno.

## Biografia
Nativa di Omaio, villaggio della Baia dell'Abbondanza nel distretto di Ōpōtiki, Ruahei Demant crebbe in una famiglia con altri cinque fratelli e iniziò l'attività sportiva praticando il calcio, ma crescendo gli spostamenti divennero sempre più difficili, perché spesso le località dove giocare in trasferta distavano più di quattro ore di viaggio.
Quando Ruahei aveva 12 anni il padre, venditore di crostacei, cedette la sua quota commerciale e si stabilì ad Auckland con moglie e i suoi sei figli; Ruahei, che aveva in prevalenza parlato māori in famiglia e a scuola, dovette riadattarsi a imparare l'inglese per frequentare le superiori al Mahurangi College, in cui iniziò a giocare a rugby insieme a sua sorella Kiritapu.
A 17 anni, nel 2013, esordì per la provincia di Auckland, ma un infortunio al legamento crociato anteriore del ginocchio sinistro la tenne fuori dal campo per quasi un anno.
Tornata a giocare, e aggiudicatasi il campionato provinciale 2014, si iscrisse all'Università di Auckland per gli studi in legge, ma durante un incontro di rugby a sette nel 2015 si ruppe il legamento del ginocchio destro; gli ortopedici le paventarono l'eventualità di dover smettere di giocare a 21 anni non ancora compiuti.
Dopo il rientro ebbe una terza ricaduta al legamento, per il cui recupero occorse un altro anno e mezzo; nel 2018, dopo aver giocato praticamente meno di due anni dal debutto seniores, giunse il suo esordio in nazionale, che avvenne in agosto a Sydney contro l'Australia.
Una volta libera da infortuni, divenne titolare in pianta stabile in nazionale e nel 2022 il nuovo C.T. Wayne Smith la designò capitano delle Black Ferns in vista della Coppa del Mondo 2021, posticipata di un anno a causa della pandemia di COVID-19; l'anno prima aveva conseguito l'abilitazione professionale ad avvocato ma aveva messo la carriera legale in pausa per via del contratto con la franchise di Auckland nel Super Rugby Aupiki, le Blues Women.
Scese quindi in campo in tutti gli incontri del mondiale casalingo, tranne quello, ormai ininfluente, della fase a gironi contro la Scozia e andò segno nei quarti di finale contro il Galles e, soprattutto, in semifinale contro la Francia, partita risolta per un solo punto.
Dopo la vittoria in finale contro l'Inghilterra, in cui la Nuova Zelanda si aggiudicò il suo sesto titolo e Demant il suo primo, fu decretata miglior giocatrice della Coppa del Mondo e dell'intera stagione 2022 dal voto pubblico organizzato da World Rugby per i suoi premi annuali.

## Palmarès
- Coppe del mondo: 1
Nuova Zelanda: 2021